# Friedrich Lichtenauer (Theologe)
Friedrich Lichtenauer (* um 1532; † 11. Dezember 1570) war ein deutscher römisch-katholischer Theologe, Titularbischof in Athyra und Weihbischof in Bamberg.

## Leben
Friedrich Lichtenauer wurde als illegitimer Sohn eines Augsburger Domherrn, dem Bruder des  Bischofs Heinrich von Lichtenau, geboren. Im Juli 1551 immatrikulierte er an der Akademie Dillingen und wechselte im Februar 1552 zur Universität Ingolstadt. Nach dem Studium, das er als Magister Artium und Dr. Theol. abgeschlossen hatte, wurde er Domprediger in Salzburg. Am 9. Januar 1562 ernannte ihn Papst Pius IV. zum Titularbischof von Athyra und Weihbischof von Bamberg, nachdem Bischof Veit am 5. November 1561 um dessen Ernennung gebeten hatte. Der Grund hierfür bestand darin, dass in Bamberg seit dem Tod des Weihbischofs Peter Rauch im Jahre 1558 keine Weihen mehr gespendet werden konnten.
Bevor Lichtenauer am 28. Juni 1562 durch den Würzburger Weihbischof Georg Flach zum Bischof geweiht wurde, kamen zu Jahresbeginn 1562 der Hofkaplan Hans Mayenblum sowie der Ingolstädter Professor Jörg Theander als mögliche Aspiranten für den Stuhl des Weihbischofs ins Gespräch. Durch  Lichtenauers Weihe war es wieder möglich geworden, in Bamberg Weihehandlungen durchzuführen.

## Weihehandlungen
- 25. Januar 1564 Tonsur für Ernst von Mengersdorf, dem späteren Bamberger Fürstbischof